# 로컬 보안 인증 하위 시스템 서비스
로컬 보안 인증 하위 시스템 서비스(Local Security Authority Subsystem Service, LSASS)는 시스템의 보안 정책을 강화를 위한 윈도우의 프로세스이다. 이것은 윈도우 컴퓨터나 서버에 접속하는 유저들의 로그인을 검사하며, 비밀번호 변경을 관리하고, 액세스 토큰(access tokens)을 생성한다. 또한 Windows Security Log를 작성한다.
lsass.exe의 강제적인 종료는 계정의 손실로 인해 재부팅을 유발한다. 그 이유는 lsass.exe는 중요한 시스템 파일이어서, 종종 악성코드에 의해 사칭되기 때문이다. 윈도우에 의해 사용되는 lsass.exe 파일은 Windows\System32 폴더에 위치한다. 만약 이것이 다른 곳에 위치하여 실행 중이라면 그 프로그램은 악성코드일 가능성이 매우 높다. 혼동을 유발하기 위해 악성코드 제작자는 Isass.exe 같은 이름을 짓는 경우도 있다.

## 같이 보기
- 액티브 디렉터리
- 윈로그온